# Go-Sakuramachi

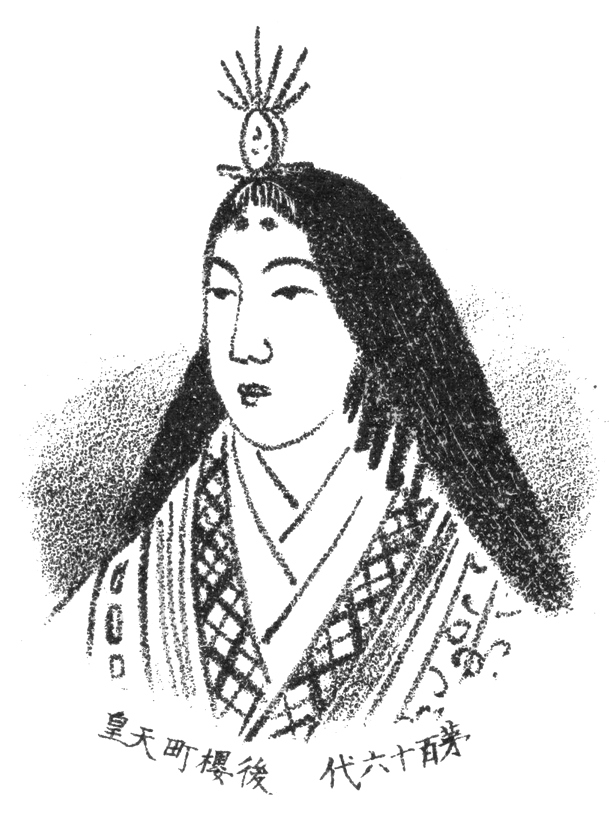
Go-Sakuramachi

Go-Sakuramachi (jap. 後桜町天皇, Go-Sakuramachi tennō; * 23. September 1740; † 24. Dezember 1813) war der 117. Kaiser von Japan. Ihr Kindheitsname war Isanomiya (以茶宮), danach Akenomiya (緋宮) und ihr Eigenname Toshiko (智子).

## Leben
Sie war die letzte von acht Kaiserinnen in der japanischen Geschichte. Ihr Vater war der Kaiser Sakuramachi, ihre Mutter dessen Frau Nijō Ieko (二条 舎子). Sie hatte den Thron von 1762 bis 1771 inne, danach gab sie ihn ihrem Neffen Go-Momozono. Die eigentliche politische Macht in Japan lag aber bei den Tokugawa-Shōgunen in Edo.
Sie heiratete nicht und hatte keine Kinder.
Ihr Grab befindet sich im Mausoleum Tsuki no wa no misasagi (月輪陵) im Stadtbezirk Higashiyama-ku in Kyōto.